# Yizhou
Pour les articles homonymes, voir District de Yizhou.
Yizhou (宜州 ; pinyin : Yízhōu, autrefois Ichow) est une ville de la région autonome du Guangxi en Chine. Elle est placée sous la juridiction de la ville-préfecture de Hechi.

## Démographie
La population du district était de 598 643 habitants en 1999, dont 74.01 % de Zhuang, groupe ethnique principalement concentré dans cette région.